# 레고 스피드 챔피언
레고 스피드 챔피언은 자동차 경주를 주제로 한 레고 시리즈이다. 2015년 맥라렌, 페라리, 포르쉐 모델들이 처음 출시되었다. 이후 닛산, 닷지, 람보르기니, 부가티, 쉐보레, 아우디, 재규어, 포드, 토요타가 출시되었다. 제품 중에서 유일하게 머스탱이 세 번 출시되었다.

## 출시 제품

### 2015년(단종)
- 75899 페라리 라페라리
- 75908 페라리 458 이탈리아 GT2
- 75909 맥라렌 P1
- 75910 포르쉐 918 스파이더 ※ 스피드 챔피언 최초의 로드스터 제품이다.
- 75911 맥라렌 메르세데스 피트 스탑
- 75912 포르쉐 911 GT 피니시 라인
- 75913 F14 T & 스쿠데리아 페라리 트럭

### 2016년(단종)
- 75870 쉐보레 콜벳 Z06 ※ 해당 시리즈의 최초 미국산/최초의 쉐보레 차량.
- 75871 포드 머스탱 GT ※ 해당 시리즈의 최초 포드 제품이다.
- 75872 아우디 R18 e-트론 콰트로
- 75873 아우디 R8 LMS 울트라
- 75874 쉐보레 카마로 드래그 레이스
- 75875 포드 F-150 랩터와 포드 모델 A 핫 로드
- 75876 포르쉐 919 하이브리드와 917K 핏레인
- Winner's Podium(프로모션 제품) ※ 2016년 6월 미국 토이저러스에서 프로모션으로 제공된 제품이다.

### 2017년(단종)
- 75877 메르세데스 AMG GT3
- 75878 부가티 시론 ※ 리어램프를 고무줄로 표현한 게 인상적이다.
- 75879 스쿠데리아 페라리 SF16-H
- 75880 맥라렌 720s
- 75881 2016 포드 GT & 1996 포드 GT40
- 75882 페라리 FXX-K & 개발 센터
- 75883 메르세데스 AMG PETRONAS Formula One 팀
- 75883 Mercedes AMG Petronas Team Gift ※ 스피드 챔피언 제품의 유일한 비매품이다.

### 2018년(단종)
- 75884 1968 포드 머스탱 패스트백
- 75885 포드 피에스타 M-Sport WRC
- 75886 페라리 488 GT3 스쿠데리아 코르사
- 75887 포르쉐 919 하이브리드
- 75888 포르쉐 911 RSR과 911 터보 3.0
- 75889 페라리 박물관 ※ 동봉된 차량은 질 빌르너브의 312 T4, 250 GTO, 488 GTE다.

### 2019년(단종)
- 75890 페라리 F40 콤페티치오네
- 75891 시보레 카마로 ZL1 레이싱카 ※ 처음 나온 나스카 차량 제품이다.
- 75892 맥라렌 세나
- 75893 2018 닷지 챌린저 SRT 디몬과 1970 닷지 차저 R/T
- 75894 1967 미니쿠퍼 S 랠리와 미니 존 쿠퍼 웍스 버기
- 75895 1974 포르쉐 911 터보 3.0

### 2020년(단종)
차량의 스터드를 늘리고, 1인승 차량에서 실제 차량들에 가까운 2인승 차량으로 변경하여 좌우 폭이 넓어졌고 브릭 수도 많아졌다. 이로 인해 해당 시리즈의 가격이 상승하였으며 소제품에 들어있던 소품들(라바콘, 시상대, 신호등 등)은 없어졌다.
- 76895 페라리 F8 트리뷰토 (Ferrari F8 Tributo)
- 76896 닛산 GT-R 니스모 (Nissan GT-R NISMO) ※ 스피드 챔피언 최초로 나온 동아시아 차량이다. 해당 차량에 대한 구현 오류가 있다. 뒤쪽의 GT-R 엠블럼이 오른쪽이 아닌 왼쪽에 부착되는 오류와 박스 샷과 설명서에 있는 데칼의 위치가 잘못된 오류가 있다.
- 76897 1985 아우디 스포트 콰트로 S1 (1985 Audi Sport Quattro S1) ※ 최초의 그룹 B 랠리카 제품이다.
- 76898 포뮬라 E 파나소닉 재규어 레이싱 GEN 2 & 재규어 I-PACE 이트로피 ※ 최초로 나온 포뮬러 E 차량과 SUV 제품이다.
- 76899 람보르기니 우루스 ST-X & 람보르기니 우라칸 수퍼 트로페오 에보 ※ 두 번째로 SUV가 나온 제품이자 람보르기니 첫 스피드 챔피언 제품이다.
- 66647 스피드 챔피언 번들 2 in 1 (Speed Champions Bundle 2 in 1) [대한민국 한정 판매 제품]
- 30342 람보르기니 우라칸 수퍼 트로페오 에보 (폴리백)

### 2021년(단종)
이 시기부터 휠과 타이어가 분리형에서 일체형으로 바뀌었다.
- 76900 코닉세그 제스코 ※ 해당 시리즈의 최초 코닉세그 제품이다. 스티커로 호불호 갈린다. 조립과정을 보면 내부에 스웨덴 국기를 연상시키는 플레이트가 포함되어 있다.
- 76901 토요타 GR 수프라 ※ 레고가 출시한 최초의 토요타 제품이자 GT-R 다음으로 나온 두 번째 동아시아 차량이다. 헤드라이트가 3등분으로 갈라져 있어 호불호가 갈린다.
- 76902 맥라렌 엘바 ※ 이 제품에서 2번째로 출시된 로드스터 제품이다. 스피드 챔피언 제품 중에서 유일하게 제품 인상의 풍파를 맞지 않았던 제품이다.
- 76903 쉐보레 콜벳 C8.R 레이스카와 1969 쉐보레 콜벳
- 76904 모파 닷지//SRT 탑 듀얼 드랙스터와 1970 닷지 챌린저 T/A ※ 남자 레이서(닷지 챌린저 레이서)는 레고 시티 어드벤처의 등장인물 듀크 드테인의 얼굴이 재활용되었다.
- 76905 포드 GT 헤리티지 에디션과 브롱코 R ※ 브롱코는 해당 시리즈에서 세 번째로 나온 SUV 차량이다. 2017년에 1964년 GT40으로 출시되었던 GT가 8스터드와 2세대 혼합으로 재출시되었다.
- 30343 맥라렌 엘바 (폴리백)

### 2022년(단종)
- 76906 1970 페라리 512 M (1970 Ferrari 512 M) ※ 제품 중 유일하게 휠커버가 없다.
- 76907 로터스 에바이야 (Lotus Evija)
- 76908 람보르기니 쿤타치 (Lamborghini Countach)
- 76909 메르세데스-AMG F1 W12 퍼포먼스와 메르세데스-AMG 프로젝트 원 (Mercedes-AMG F1 W12 Performance와 Mercedes-AMG Project One)
- 76910 애스턴 마틴 발키리 AMR 프로와 애스턴 마틴 밴티지 GT3 (Aston Martin Valkyrie AMR Pro와 Aston Martin Vantage GT3)
- 76911 007 애스턴 마틴 DB5 ※ 제임스 본드를 맡은 배우 다니엘 크레이그의 미니 피규어가 들어있다.
- 76912 분노의 질주 1970 닷지 차저 R/T (Fast & Furious 1970 닷지 Charger R/T) ※ 도미닉 토레토를 맡은 배우 빈 디젤 미니 피규어가 들어있다.
- 30434 애스턴 마틴 발키리 AMR 프로 (폴리백)

### 2023년
단종된 제품은 이태릭체로 표기.
- 76914 페라리 812 컴페티치오네 ※ 미니피규어가 무기로 사용하는 슈터건 부품으로 배기구가 구현되었다.
- 76915 파가니 유토피아 ※ 레고의 첫 파가니 제품이다. 차문으로 배기구를 표현했다.
- 76916 포르쉐 963
- 76917 분노의 질주 닛산 스카이라인 GT-R (R34) ※ 브라이언 오코너를 맡은 배우 폴 워커 미니 피규어가 들어있다. 유일하게 단종되지 않았다.
- 76918 맥라렌 솔루스 GT와 맥라렌 F1 LM
- 30657 맥라렌 솔루스 GT (폴리백)

### 2024년
단종 예정인 제품은 이태릭체.
- 76919 2023 맥라렌 포뮬라 1 레이스카/MCL60 (2023 Mclaren Formula 1 레이스카) ※ 이 제품은 최초로 슬릭 타이어 부품을 사용하였으며, 최초로 사이드미러를 숟가락 부품으로 표현하였다. 제품명에는 표시가 되어있지 않지만 이 차량의 실제 정식 이름은 MCL60이다.
- 76920 포드 머스탱 다크호스 스포츠카
- 76921 아우디 S1 e-트론 콰트로 레이스카 (아우디 S1 e-tron 콰트로 레이스카)
- 76922 BMW M4 GT3와 BMW M 하이브리드 V8 레이스카 ※ 최초로 레고화된 BMW 차량 제품이다. 스티커는 71개로 너무 많다.
- 30683 맥라렌 포뮬라 1 레이스카 (폴리백) [레고 홈페이지에서 현재 주문 불가능]
- 76923 람보르기니 람보 V12 비전 GT 슈퍼카 (Lamborghini Lambo V12 Vision GT 슈퍼카) ※ 최초의 공식 비전 그란 투리스모 재현 레고 제품이다. 바로 전년도에 출시된 맥라렌 솔루스 GT가 맥라렌 VGT 기반이기에 최초의 VGT 레고 제품으로 볼 수도 있다.
- 76924 메르세데스-AMG G 63 & 메르세데스-AMG SL 63 (Mercedes-AMG G 63 & Mercedes-AMG SL 63) ※ G바겐의 경우 실제 G바겐을 포함한 모든 차량처럼 4인승으로 출시된 SUV이다. G바겐의 와이퍼는 기어봉 부품으로 표현되어 있다. SL 63의 경우 해당 제품에서 3번째로 나온 로드스터 제품이다.
- 76925 애스턴 마틴 세이프티 카 & AMR23 (Aston Martin 세이프티 카 & AMR23) ※ 녹색이 제대로 재현되지 못해 호불호가 갈리는 제품이다.

나머지 2종은 2019년 제품의 8스터드 버전 리메이크이다.
- 76934 페라리 F40 슈퍼카 (Ferrari F40 슈퍼카) ※ 콤페티치오네 모델로 출시되었던 2019년형 F40 제품과 달리 일반 슈퍼카 모델로 출시되었다. MCL60(맥라렌 포뮬라 1 레이스카)과 마찬가지로 사이드미러를 숟가락 부품으로 표현한다.
- 76935 나스카 넥스트 젠 쉐보레 카마로 ZL1 (NASCAR Next Gen Chevrolet Camaro ZL1) ※ 2019년 실제 쉐보레 레이스카 리버리를 적용한 카마로 ZL1 제품과 달리 레고 사의 자체 디자인 리버리를 사용한다.

### 2025년
15종이 출시되었다. 10종은 F1 경주용 차로 바로 출시되었으며, 하반기 5종은 스포츠카나 슈퍼카로 출시되었다. 폴리백 제품은 30709로 페라리 499P이며 구매시 증정품이었다고 한다.
2022년이나 2024년에 출시되었던 F1 경주차 제품보다 퀄리티가 더 좋아졌지만 가격이 점점 더 올랐다.
레이서 피규어들의 헬멧이 레고 특유의 헬멧에서 F1 레이서 헬멧으로 변경되었다.
- 77242 페라리 SF-24 ※ 에어박스가 차문으로 표현되었다.
- 77243 오라클 레드불 레이싱 RB20 ※ 시리즈 최초의 18세 이상 차량 제품이다. 일부 국가에서는 에너지 드링크가 미성년자에게 부적절하여 18세 이상 제품으로 설정한 것으로 보인다.
- 77244 메르세데스-AMG F1 W15
- 77245 애스턴 마틴 아람코 F1 AMR24
- 77246 비자 캐쉬 앱 RB VCARB 01 ※ RB20처럼 18세 이상 제품이다. RB20과 마찬가지로 스폰서인 레드불이 새겨져 있기 때문.
- 77247 킥 자우버 F1 팀 C44 ※ 스폰서인 킥은 성인용 도박, 흡연, 음주 플랫폼이지만 이 제품은 RB20 제품이랑 VCARB 01 제품과 다르게 10세 이상 제품으로 출시되었다.
- 77248 BWT 알핀 F1 팀 A524
- 77249 윌리엄스 레이싱 FW46
- 77250 머니그램 하스 F1팀 VF-24
- 77251 맥라렌 F1 팀 MCL38
- 66802 포뮬라 1 컬렉터스 팩 ※ 위 10종 F1 차량 제품들의 합본이다. 아마존 독점 제품이다.
- 30709 페라리 499P - 하이퍼카 (폴리백) [레고 홈페이지에서 현재 주문 불가능]
- 77241 분노의 질주 혼다 S2000 (Fast & Furious Honda S2000) ※ 레고 사의 최초 혼다 제품이다. 이 시리즈의 영화 기반 제품 최초로 여성 캐릭터 수키(데본 아오키 분) 피규어도 동봉되어 있고, 이 시리즈 최초의 분노의 질주 영화 내 분홍색 자동차이기도 하다. 다른 하반기 제품과 달리 6월에 먼저 출시되었다.
- 77237 닷지 챌린저 SRT 헬캣 레이스카 ※ 최초로 스티커가 없는 제품으로 출시되었다.
- 77238 람보르기니 레부엘토 & 람보르기니 우라칸 STO ※ 레부엘토의 후미등이 당근 꼭지 부품으로 표현되었다.
- 77239 포르쉐 911 GT3 RS ※ 실차와는 거리가 먼 디자인으로 나와서 혹평받는다.(특히 헤드라이트)
- 77240 부가티 첸토디에치 ※ 퀄리티가 실차가 축소되듯이 좋다는 반응이 있다.

### 2026년(출시 예정)
6종이 출시될 예정이다. 폴리백 제품은 8스터드로 출시될 가능성이 있을 수 있다.
- 77252 미상
- 77253 부가티 비전 GT ※ 이 시리즈의 두 번째 그란 투리스모 차량 제품이다.
- 77254 페라리 SF90 스트라달레
- 77255 라이트닝 맥퀸 ※ 이 시리즈 최초의 픽사 애니메이션 차량형 캐릭터 제품이다. 차량형 캐릭터가 기반인 제품으로 미니피규어는 동봉되지 않을 것으로 보인다.
- 77256 DMC 드로리안 ※ 백투더퓨처로 출시될 예정이다.
- 77257 맥라렌 W1

## TV 광고
2015년부터 방영되고, 2020년부터는 방영되지 않는다.

## 특징

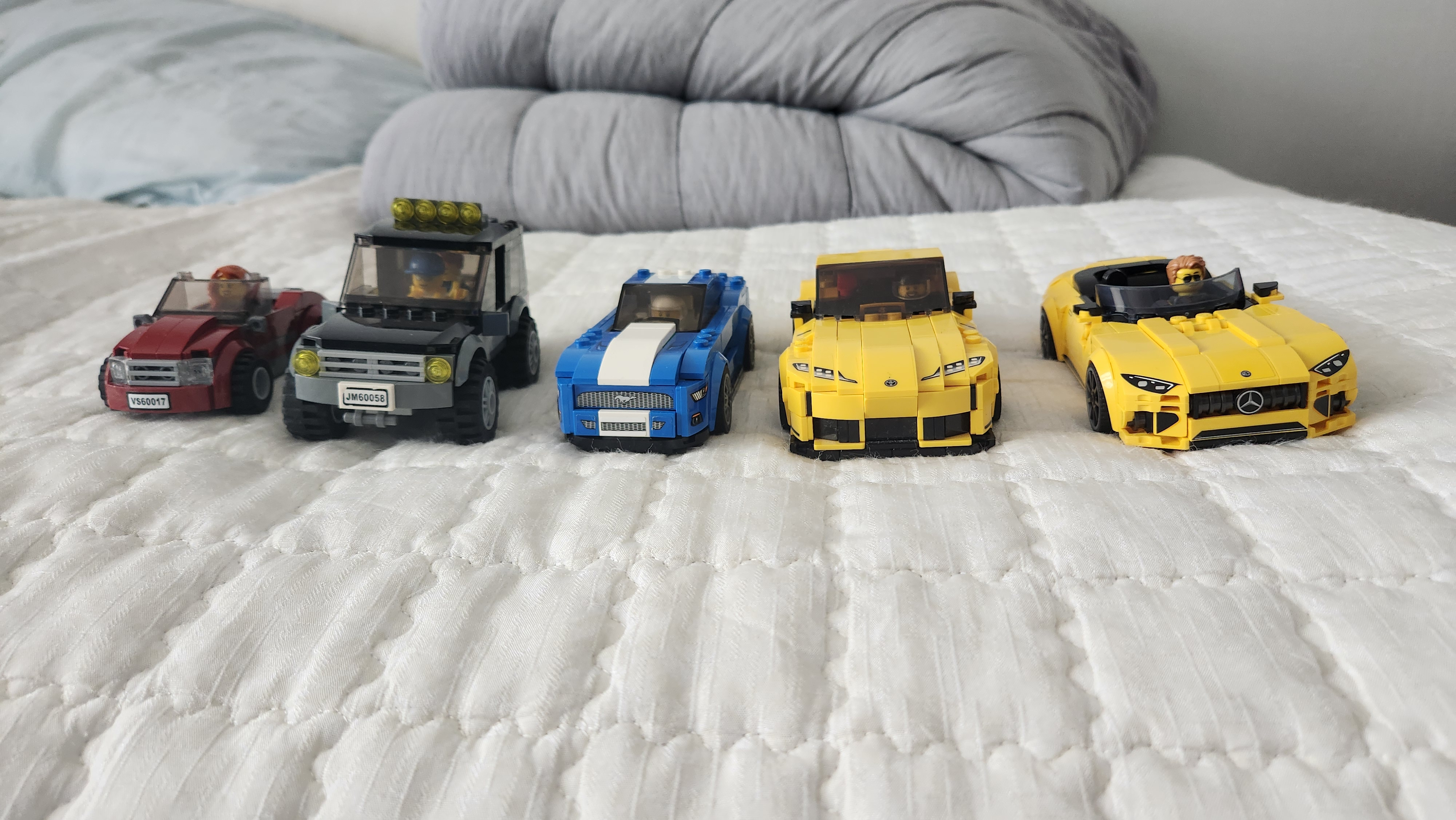
일반 레고 자동차(레고 시티 60017, 60058 제품)와 비교

이 시리즈의 자동차 제품들은 시티 시리즈의 일반 레고 자동차들과 달리 6스터드(2015년 첫 출시부터), 조수석까지 있는 8스터드(2020년부터) 형식으로 제작되었다. 일반적인 레고 자동차는 폭이 4스터드나 6스터드이고, 레고 시티의 도로판은 6스터드나 4스터드 차량 전용으로 하고 있다. 때문에 8스터드 스챔 차량 제품이 도로판에 제대로 맞지 않는다.

## 기타
- 포르자 시리즈와의 콜라보로 포르자 호라이즌 4에서 등장한다.
- 제품별로 스티커가 너무 많은 편이라 스티커 챔피언이라는 별명이 생겼다.
- 제품 중에는 유일하게 제작사가 위치한 국가의 기업인 젠보의 차량이 없다.
- 2025년 3월에 발매된 F1 차량 제품들은 미성년자들을 고려하여 실제 팀의 스폰서들 중 도박, 담배, 술 기업들의 로고를 삭제하고 출시되었다. 단, RB20이나 VCARB-01은 실제로 일부 국가에서 미성년자(아동, 청소년)에게 판매가 금지되는 에너지 드링크인 레드불이 스폰서이므로 이 시리즈의 제품으로는 18세 이상으로 출시되었다.
- 이 제품군의 폴리백 제품들은 일반 제품들보다 조립이 더 쉽다.